# Ин Шаошунь
Шао Шунг Ин (кит. 應紹舜) (род. 1943) — китайский (тайваньский) ботаник. Область научных интересов — Spermatophytes. Работал в Академии леса в Национальном университете Тайваня. Почётный профессор.

## Тайваньские таксоны
台湾杓兰
C formosanum Hayata i.e.台灣杓蘭
Cypripedium japonicum var. formosanum (Hayata)S.S.Ying

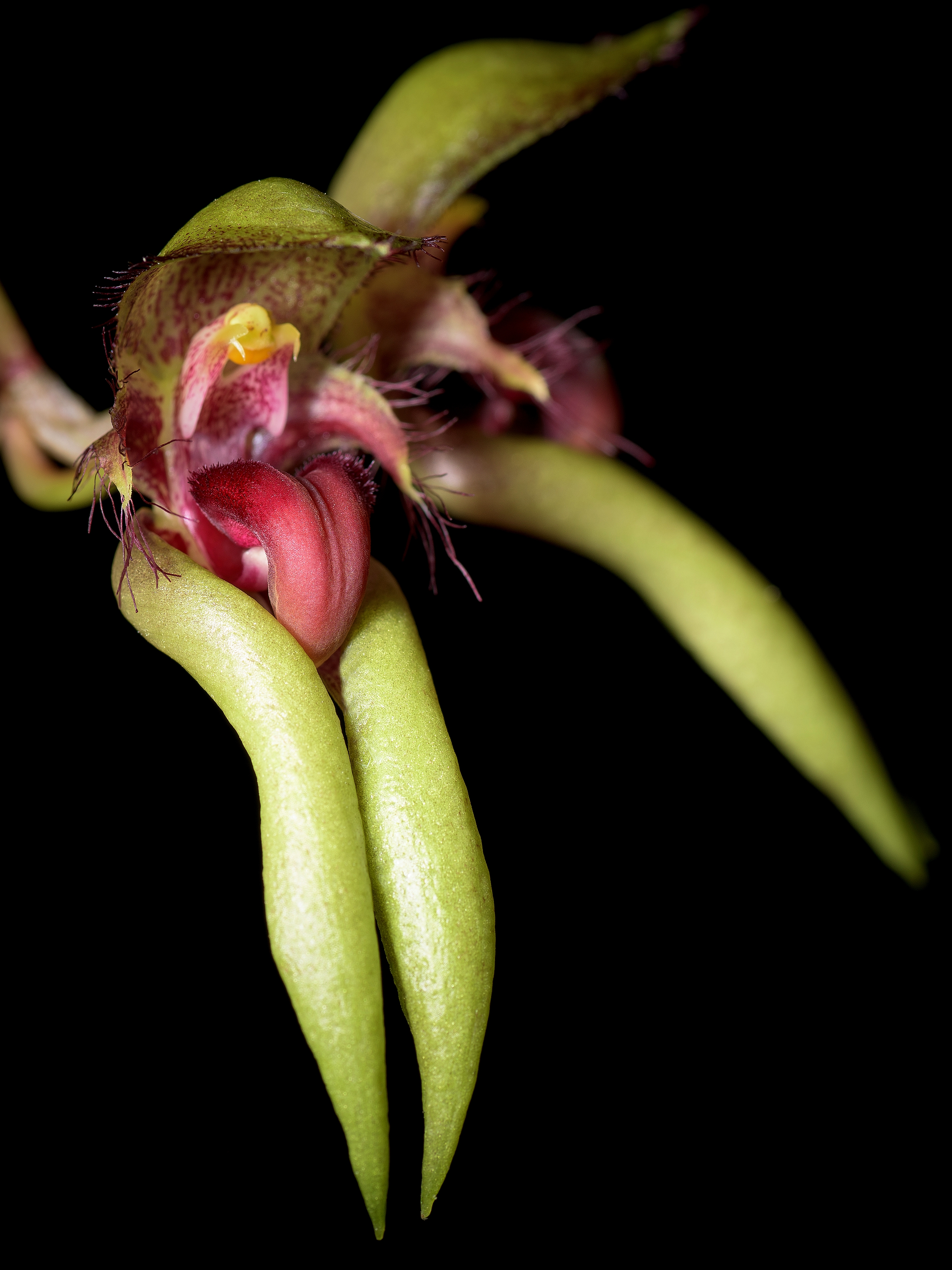
Бульбофиллюм

屏東豆蘭 Bulbophyllum pingtungense S.S. Ying & S. C. Chen

夏赤箭 Gastrodia flavilabella

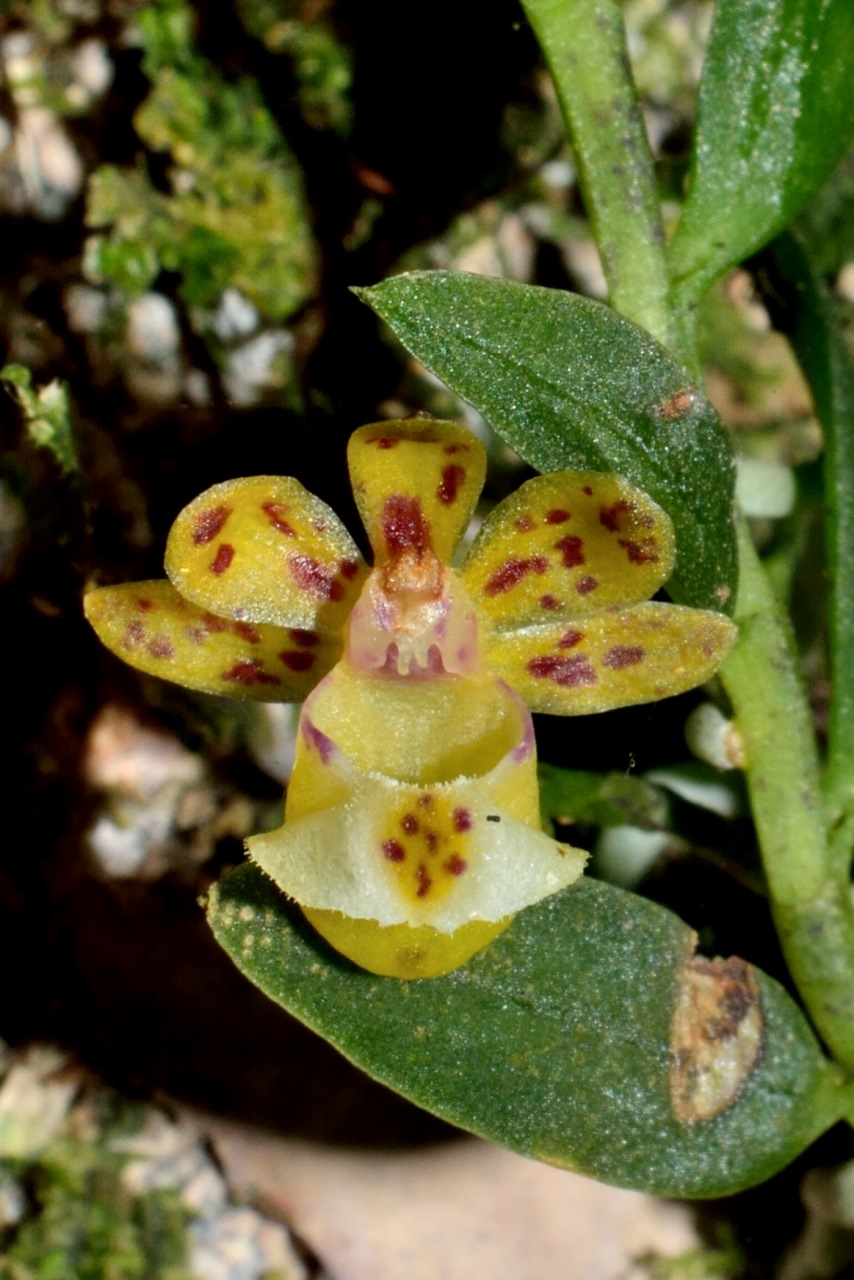
Gastrochilus formosanus

- Gastrochilus formosanus  (Hayata) Hayata [syn.  Gastrochilus formosanus Hayata var shaoyaoii S.S.Ying)

- Gastrochilus taiwanianus S.S.Ying

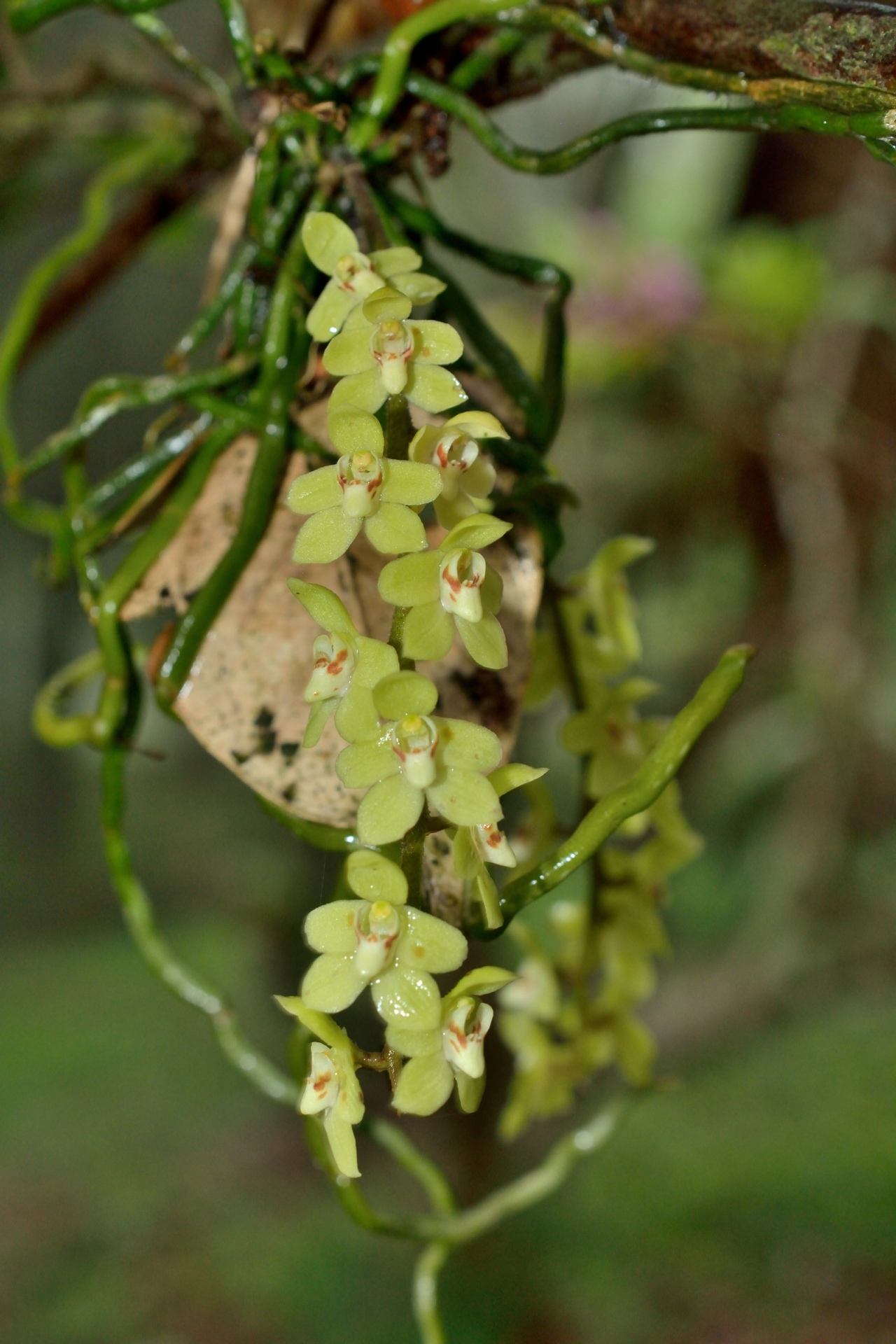

- Chiloschista segawae var. taiwaniana S.S.Ying basionym]  Chiloschista segawae(Masam.) Masam. & Fukuy.

Clinopodium cuifengense

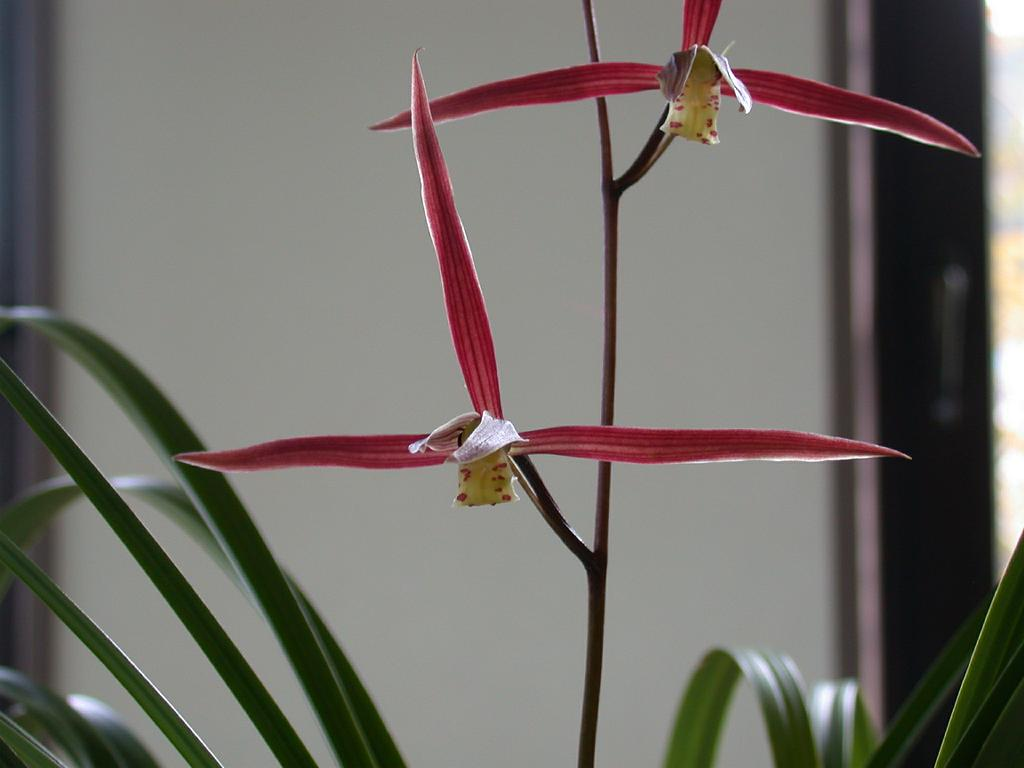
Cymbidium kanran

- Cymbidium kanran var. purpureohiemale (HAYATA)S.S.Ying

basionym Cymbidium kanran MAKINO

## Некоторые научные публикации
- 1977. Coloured illustrations of indigeous orchids of Taiwan ст 510 Том I 1. (Цветные иллюстрации коренных орхидей Тайваня)

## Библиографический источник
- plants (miraheze) Шао_Шунг_Ин